# Gaziantep
Pour la province, voir Gaziantep (province).
Gaziantep, avant 1920 Antep, est une ville de Turquie, préfecture de la province du même nom, située dans le Sud-Est de l’Anatolie ou Nord-Ouest de la Mésopotamie, à proximité de la Syrie.  Elle est la capitale de la province de Gaziantep, située dans la région de l’Anatolie du Sud-Est et en partie dans la région Méditerranéenne. 
Initialement nommée Aintab par les Arabes, ou Antep par les Turcs, elle fut renommée Gaziantep (« Antep la victorieuse ») le 8 février 1921 en hommage à la résistance de ses habitants turcs face aux Alliés en 1920 et 1921.
Pôle industriel et économique dans une région en plein développement, elle compte une population estimée à plus de 1 889 466 habitants composée principalement de Turcs mais aussi de Kurdes et d'Arabes.

## Histoire
Dans l’Antiquité, près de Gaziantep, à Dülük (alors Dolichè), on révérait Jupiter Dolichenus, selon un culte à Mystères, syncrétique de la religion romaine et du Baalisme de Commagène. Elle fut une forteresse du Comté d'Édesse. Sous l’Empire ottoman, elle faisait partie de la vilayet d'Alep.
À l'issue de La Première guerre mondiale, les troupes françaises de l'Armée du Levant prennent le relais des britanniques et occupent la ville d'Antep. L'Armée du Levant désigne alors les forces armées françaises qui occupent une partie du Levant (Asie occidentale) lorsque la défaite de l'Empire ottoman, en 1918, conduit les puissances victorieuses à se partager de larges pans de son territoire. D’août 1920 à février 1921, les troupes françaises assiègent la ville dans le cadre du mandat français sur la Syrie pendant la Campagne de Cilicie. Au terme d'un siège de six mois marqué par les privations, la ville capitule le 8 février 1921. La ville porte aussitôt le nom de Gaziantep (“gazi” désignant, en langue turque, un blessé de guerre). L’accord d'Angora d'octobre 1921 conduit à l'évacuation des troupes françaises et à la disparition de la communauté arménienne locale, le 25 décembre 1921.
Le 20 août 2012 a lieu à Gaziantep un attentat à la voiture piégée qui coûte la vie à neuf personnes et en blesse des dizaines d’autres.
Le 6 février 2023, la ville est touchée par le tremblement de terre de magnitude 7,8 qui frappe le sud de la Turquie et le nord de la Syrie, suivi onze minutes plus tard d'une réplique de magnitude 6,7. Le séisme fait de nombreuses victimes. Le château de Gaziantep, dont les premières constructions datent de 3 600 ans avant J.-C. sous l'ère hittite, a été sévèrement endommagé, en particulier son enceinte extérieure.

## Économie

### Industrie
Gaziantep est l'un des principaux producteurs de tapis usinés dans le monde. En 2006 ont été exportés pour environ 700 millions de dollars de tapis faits à la machine. Il existe plus de cent installations organisées en zone industrielle pour l'industrie de la literie.

### Tourisme
Gaziantep est la « destination asiatique d'excellence » sélectionnée pour la Turquie, à l'issue de la session de 2015 du concours européen pour l'excellence dans le domaine touristique, organisé dans le cadre du projet EDEN encourageant les modèles de développement d'un tourisme durable et qui récompense une destination par pays participant (le thème du concours cette année-là est : « Le tourisme et la gastronomie locale »).
À Gaziantep se trouve également le 2e plus grand parc zoologique d'Asie, regroupant 300 espèces et 7 000 animaux différents.[réf. souhaitée]

## Gastronomie
La ville est réputée en Turquie et à travers le monde pour sa cuisine,. Depuis décembre 2015, Gaziantep fait ainsi partie du réseau des villes créatives de l’UNESCO dans le domaine de la gastronomie.

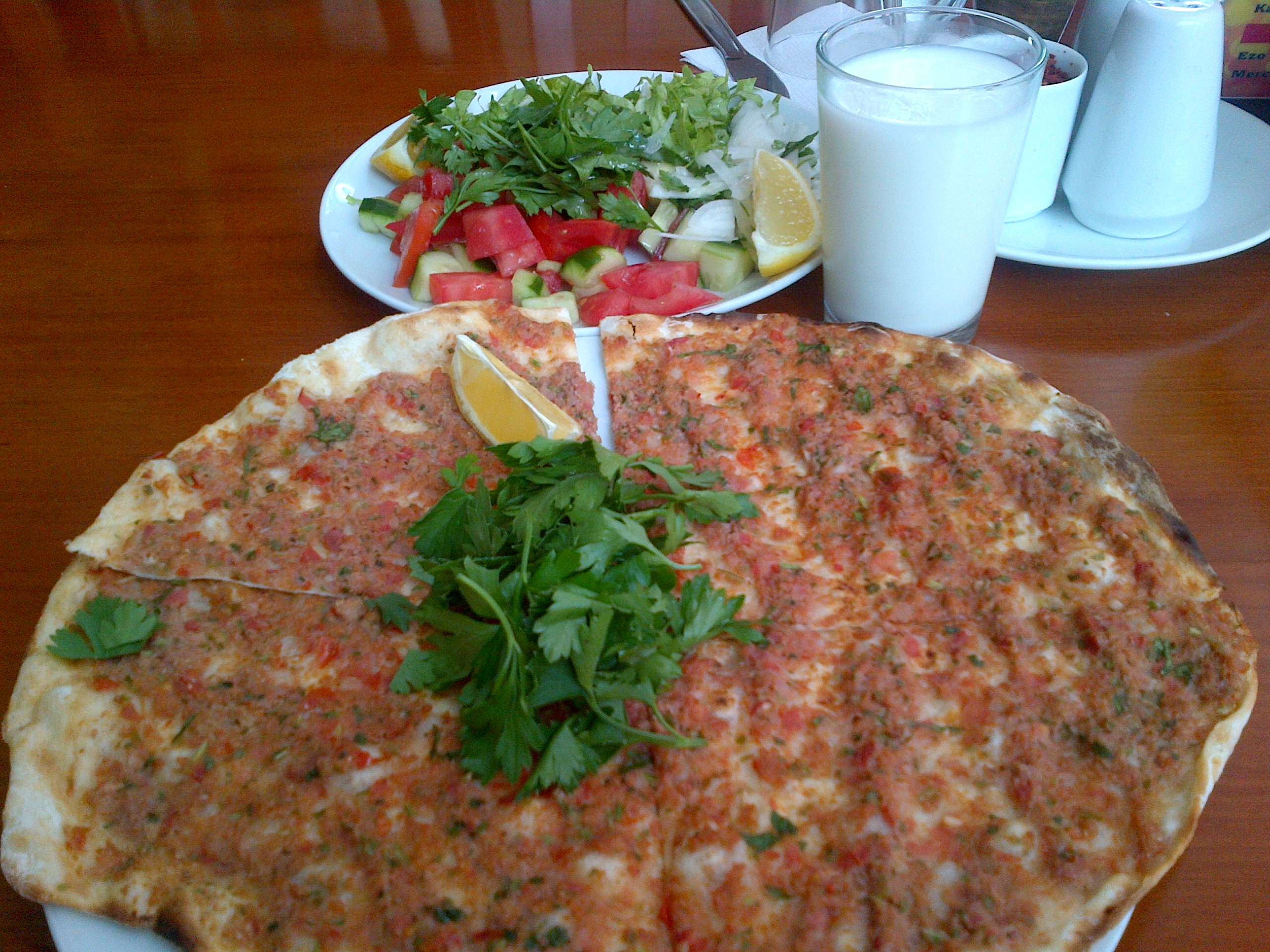
Lahmacun et Ayran.
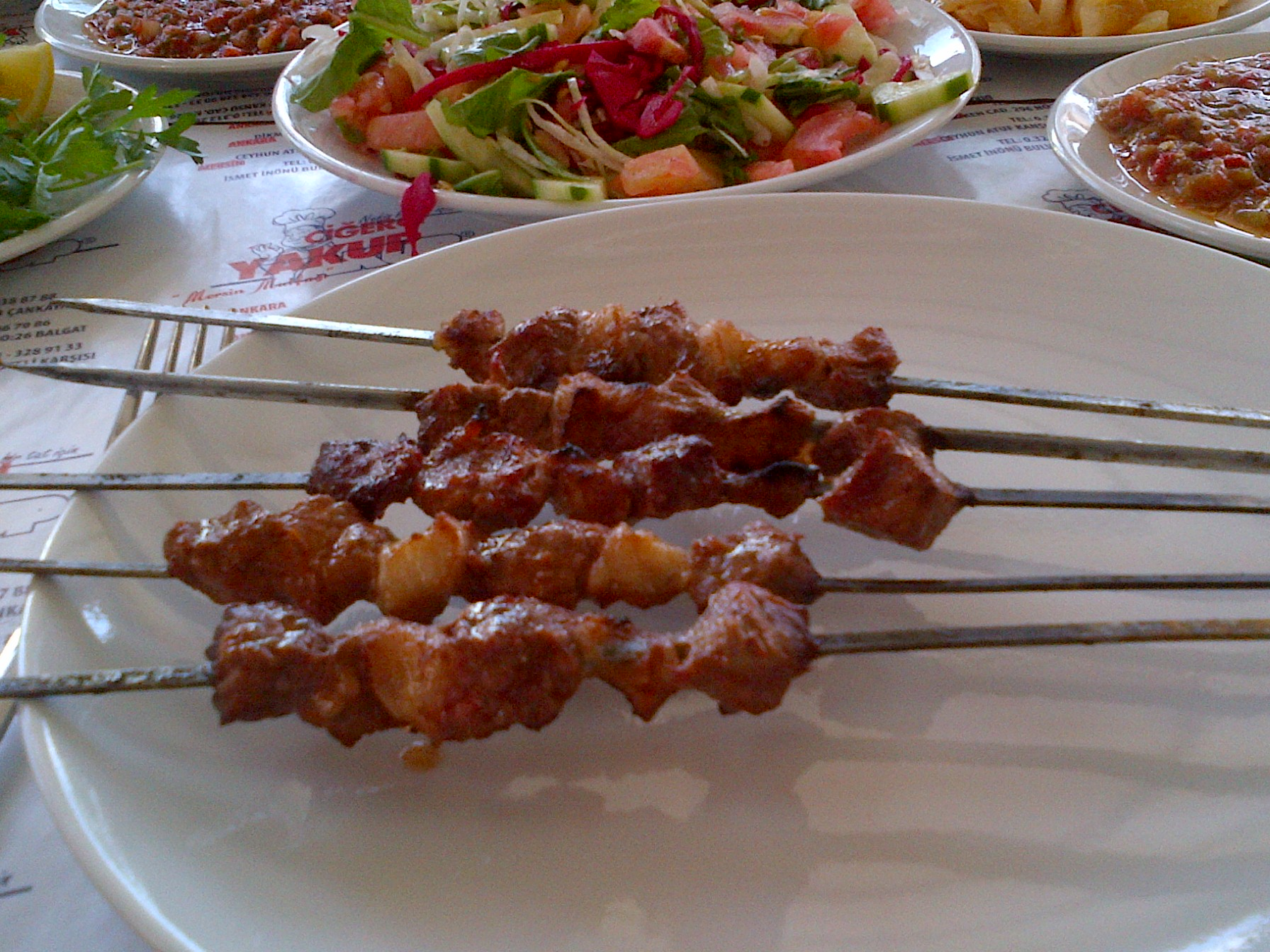
Şiş kebab.
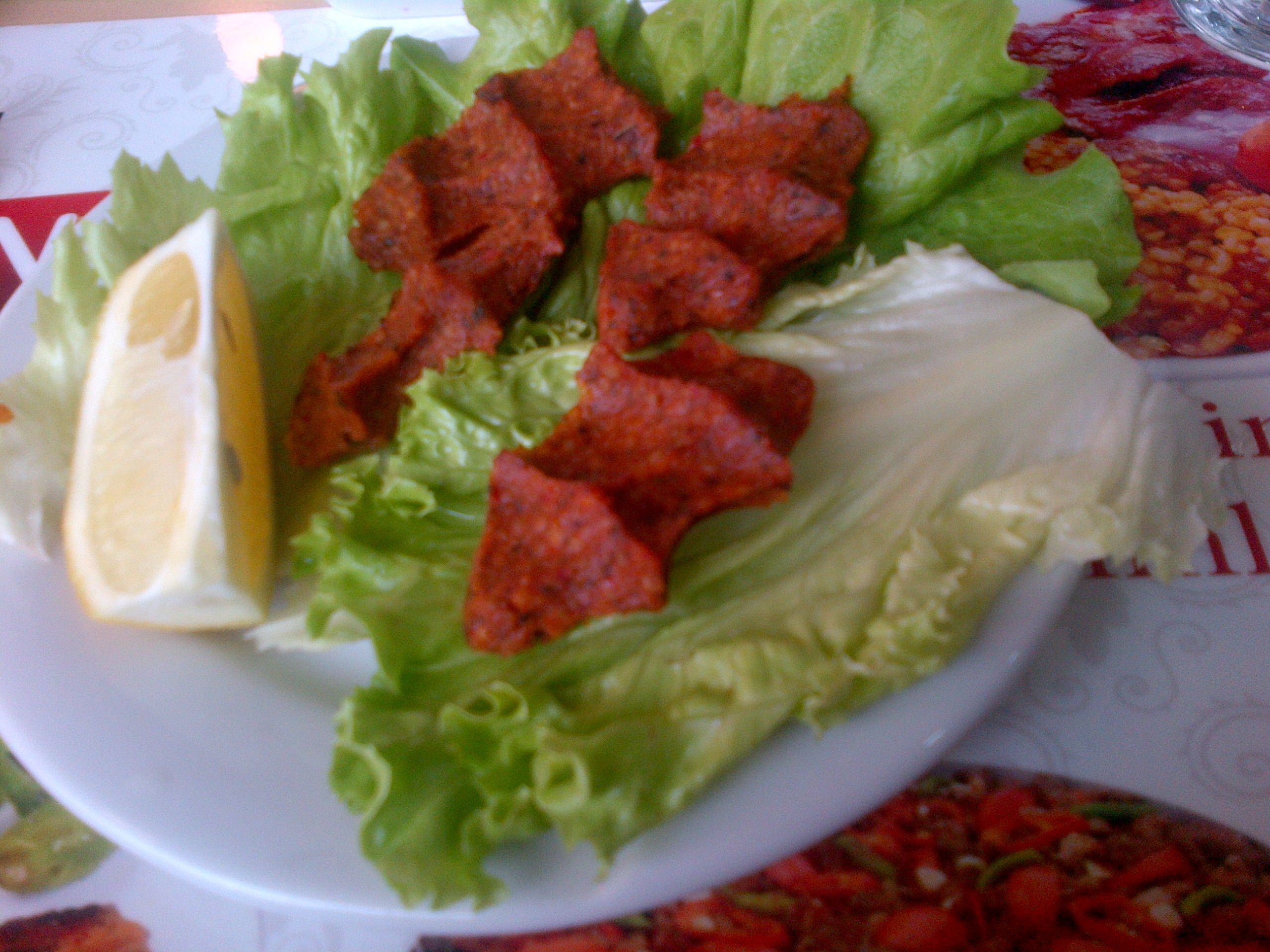
Çiğ köfte.
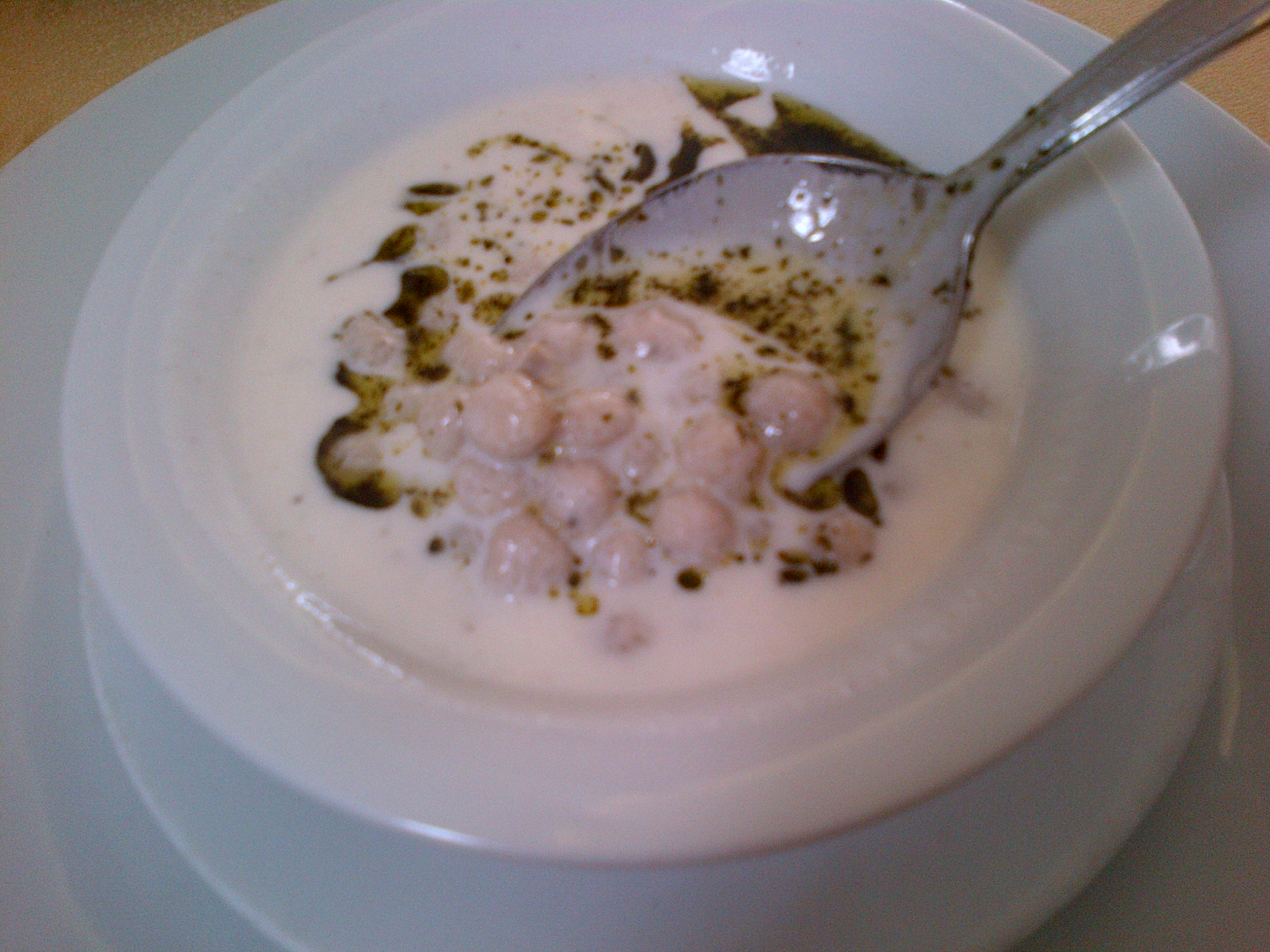
Yuvarlama.
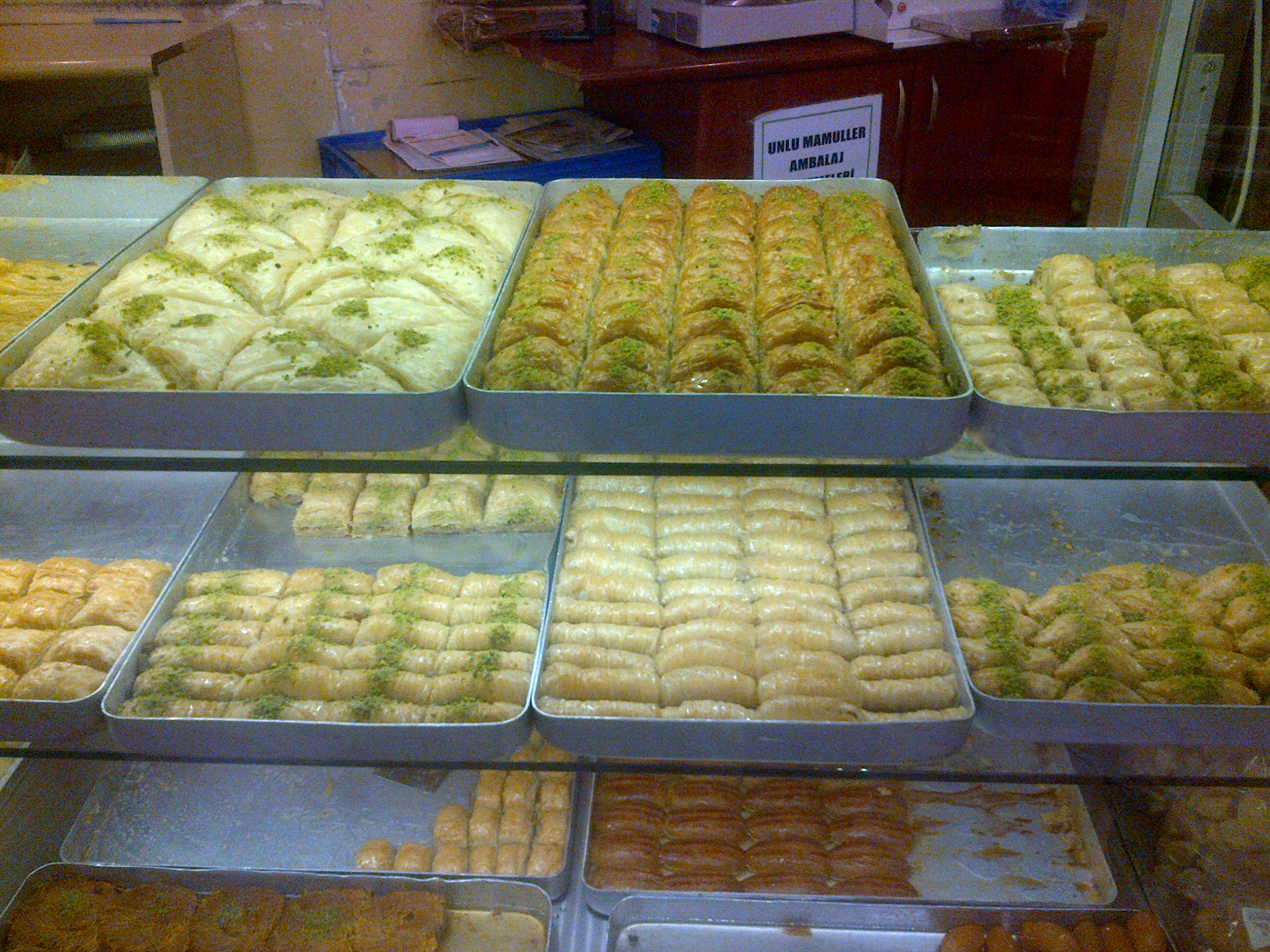
Variantes de baklavas.

La cuisine locale est essentiellement épicée ; on retrouve ainsi plusieurs types de kebabs (viande grillée), de keftas (boulette de viande) mais aussi de dolmas (légume farci). Le lahmacun, aussi appelé la pizza turque, de Gaziantep est également réputé tout comme son yuvarlama (boulette de boulgour saucée). En dessert, on retrouve notamment le fameux baklava (fines feuilles de pâte phyllo garnies) traditionnellement saupoudré de pistache. Le 8 août 2013, l'Union européenne accorde une indication géographique protégée pour la variété turque du baklava de Gaziantep aussi connue sous le nom de Antep Baklavası/Gaziantep Baklavası en turc.

## Démographie
| Année | Total     | Hommes  | Femmes  |
| ----- | --------- | ------- | ------- |
| 1965  | 511 026   | 262 815 | 248 211 |
| 1970  | 606 540   | 308 154 | 298 386 |
| 1975  | 715 939   | 369 748 | 346 191 |
| 1980  | 808 697   | 409 302 | 399 395 |
| 1985  | 966 490   | 490 022 | 476.468 |
| 1990  | 1 140 594 | 577 881 | 562 713 |
| 2000  | 1 285 249 | 645 847 | 639 402 |
| 2007  | 1 342 518 | 672 277 | 670 241 |
| 2010  | 1 501 566 | 756 686 | 744 880 |
| 2014  | 1 889 466 | 953 760 | 935 706 |

## Liste des maires
- 1963-1968 : İbrahim Tevfik Kutlar
- 1973-1980 : Esat Kaya Turgay
- 1980-1984 : Ahmet Turan Ertuğ
- 1984-1989 : Ömer Arpacıoğlu
- 1989-2004 : Celal Doğan
- 2004-2014 : Asım Güzelbey
- Depuis 2014 : Fatma Şahin

## Lieux et monuments
- Musée de Zeugma, le plus grand musée de mosaïques au monde, qui abrite des vestiges de la cité antique de Zeugma.
- Parc national forestier de Düllükbaba
- Tumulus de Zincirli, de Geendikli, de Tilmen, de Kırışkal et de Sakçagözü (Sakçagöze)
- Vestiges de villes de la première période de Doliché, de Kuzeyne, de Korus, de Belkıs et de Karkamış (Kargamış).

Le site de Doliché est occupé par le village de Dülük à 9 km au nord du centre-ville de Gaziantep. Cette ville était connue pour le culte de Jupiter Dolichenus, une divinité syncrétique dont le culte s'est répandu jusqu'en Gaule : une statue de cette divinité a été découverte dans le port de Marseille au cours d'une opération de dragage du vieux port en 1653. Cette statue se trouve actuellement dans un musée de Stuttgart.
- Statues antiques de Yesemek, citadelles de Gaziantep, de Tilbaşar, de Rumkale, de Karacaören et de Ravanda
- Mosquées d’Ömeriye, de Boyacı (Kadı Kemaleddin) Eyüpoğlu, d’Esenbek (İhsan Bey), d’Ali Nacar (Annacar), d’Ali Dola (Ala'üd Devle), de Tahtalı, de Ağa, de Handaliye, d’Alaybey, de Şeyh Fethullah, de Şirvani (Şerefeli İki), d’Akcurun, de Canbolat Bey, de Şeyh, de Şeyhler, de Hindioğlu et de Çalık
- « Medrese » (ancienne école religieuse) de Ramazaniye (Ahmed Çelebi), caravansérails de Şeker Pacha, de Hışva, d’Emirali, de Millet, de Kürkçü et de la municipalité, marchés couverts de Zincirli et de Kemikli
- Bains publics d’Eski, Pacha, de Şıh, de Pazar, de Naip, de Tabak, de Hoca, de Hasan Bey et de Tuğlu
- Maison de Şeyh Abdullah Efendi
- Ponts d’Ebbağhane, d’Aynülleben, de Yazıcık, Babilke et Murad IV

## Personnalités nées à Gaziantep
- Nedim Gürsel, écrivain, né à Gaziantep en 1951.
- Hazal Kaya, comédienne, née à Gaziantep en 1990.

## Personnalités ayant vécu à Gaziantep
- Ayşe Şan (1938-1996) a vécu deux ans à Gaziantep, et y a chanté en turc à la radio locale (le kurde était interdit).